# إدارة المواهب البشرية
إدارة المواهب البشريّة (بالإنجليزية: Talent management)‏ هي وظيفة رئيسيّة وأساسيّة في مجال الموارد البشريّة؛ نظرًا للدّور الكبير الذي تلعبُه في تعزيز الإبداع والتّنافسيّة بين الشركات، وتهدف إدارة المواهب إلى خَلق قوة عامِلة مُتميّزة ومُتحمّسة لأداء مهام ووظائف مُحدّدة، كما تُعدّ أداةً استراتيجيّةً لاستقطاب المواهب الجديدة والمُؤهّلة والاحتفاظ بها، من خلال توفير بيئة عمل مُلائمة وتحفيزيّة وفُرص تطوير مُجزية.

## أسباب ظهور مصطلح إدارة المواهب البشرية
أدّت التطوّرات المُتلاحقة في النُظم الاقتصاديّة العالميّة وفي التكنولوجيا إلى إحداث تنوّعٍ وتعدُدٍ في المصادر الّتي تستند عليها المُنظّمات في القطاع العام والخاص من أجل التّطوّر والنّمو في ظلّ المُنافسة الشّديدة الّتي أجبرت جميع المُنّظمات على ضروة مواكبتها والتّماشي معها، لذا ظهرت عدّة موضوعات لها أبعادٍ وتشعّباتٍ كثيرة، وتُدرَس من زوايا مُختلفة، وأصبحت المُنظّمات بحاجةٍ مُلحّةٍ إلى العُنصر البشريّ والاستثمار به، وتجسّد هذا الاستثمار فيما يُسمى بإدارة المواهب البشريّة، وقد انتشر هذا المُصطلح في بداية تسعينيّات القرن الماضي حينما أصبحت المُنافسة عاليةً جدًا، فكانت بعضُ الشّركات تعمل على استقطاب الموظفين أصحاب الكفاءات والمهارات والمؤهّلات العاليّة، فيما تُحاول شركاتٍ أخرى المُحافظة على موظّفيها ذوي الكفاءة وتطويرهم.
في العصر الحديث، أصبحت إدارة المواهب جزءًا أساسيًا من نُظم الإدارات الحديثة، واستراتيجية أساسية لتطوير وتغيير المُنظّمات، وتُعَدّ الموهبة واحدة من العوامل الرّئيسيّة التي تستند إليها الشّركات والمُنظّمات في تحقيق رؤيتها الاستراتيجيّة في القرن الحادي والعشرين، الذي يتّسم بالتنافسيّة العالية والتّغيرات السّريعة. كما يوجد عدّة أسباب أخرى أدّت لزيادة الاهتمام في مُصطلح إدارة المواهب البشريّة:
- ارتفاع مستويات التعليم، والذي يعني أنّ العاملين الجُدد سيحلّون محلّ أفرادٍ أقلّ تعليمًا منهم بكثير.
- تغيير ملامح الوظيفة ومتطلّبات الأداء، وأدّت هذه التغييرات إلى ازدياد الحاجة لعاملين أكثر معرفةً ومهارةً وتخصّصًا.
- تعقّد المهام الإداريّة، بسبب ازدياد حدّة المنافسة، التطوّر التّكنولوجي الهائل، ثورة المعلومات، وتزايد معدّلات الابتكار والتّطوير.
- زيادة درجة التّدخّل الحكوميّ، إذ إنّ قوانين وتشريعات العمل المُعاصرة في الكثير من الدول تُطالب باستقطاب أفضل العناصر المؤهّلة بغضّ النّظر إلى اللون أو النّوع أو غيرها.

## أهميّة إدارة المواهب البشريّة
إدارة المواهب البشريّة لها أهميّة كبيرة؛ إذ إنّها عملية مُستمرّة تتضمّن تحديد أفضل المُتقدّمين للوظائف، واستقطاب أهم المواهب، وتقديم المُساعدة لهم في تطوير وتنمية قُدراتهم، وتتلخّص فوائد إدارة الموهب البشريّة فيما يلي:

### جذب أفضل المواهب
تُوفِّر إدارة المواهب فرصةً للشّركات لجذب أكثر الموظفين موهبةً ومهارةً، ويقوم فريق إدارة المواهب بتطوير هوية تجارية لأصحاب العمل، تُمكِّنهم من جذب المواهب المُحتملة، وبذلك تُساهِم إدارة المواهب في تحسين أداء الشركات ونتائجها التّشغيليّة.

### تغطية مُستمرّة للوظائف الهامّة
تُوفِّر إدارة المواهب للشركات تدفقًا مُستمرًا من المُوظفين المؤهلين لشغل الوظائف الحيويّة، وذلك بهدف مُساعدة الشّركات في إدارة عملياتها بسلاسة، وتجنّب الأعباء الإضافيّة على الموظفين الحاليين، إذ يتم توظيف المُوظّفين الموهوبين لملء الوظائف الشّاغرة، مما يقلل من الضّغط الزّائد على فريق العمل الموجود حاليًا، ومن خطر الإرهاق النّاجم عن العمل الزّائد.

### تقليل دوران الموظفين
عندما يشعرُ الموظّفون بالتّقدير داخل الشّركة، وإمكانية الحصول على فرص للتّرقية المهنيّة، وتطوير مهاراتهم وخبراتهم، فإنّهم يُصبحون أقل عُرضةً للبحث عن فرص عمل في أماكن أخرى.

### تحفيز روح الابتكار والإبداع
تهدف إدارة المواهب إلى خلق بيئة تشجع الموظفين على البحث عن أدوات وأساليب حديثة يمكنهم استخدامها في أعمالهم، وذلك من أجل زيادة إنتاجيتهم وتحسين أدائهم، كما تلعب البيئة التي توفرها إدارة المواهب دورًا في تشجيع الموظفين على التفكير الإبداعي وتوليد أفكار أصلية. عندما يشعرون بأنهم مدعوون لاستكشاف وتجربة الأفكار المبتكرة، فإنهم يصبحون أكثر انخراطًا ويبدعون في إيجاد حلول جديدة وفعالة للتحديات التي يواجهونها في العمل.

### المحافظة على الوضع التنافسي بين الشركات
تحقيق أفضلية تنافسية في سوق الأعمال يكون من خلال اعتبار الموظف عنصرًا رئيسيًا ومحوريًا في تلك العملية. فعندما تتوفر بيئة تعزز تطوير واستفادة الموظفين من الأدوات والأساليب الحديثة، فإنها تشجع الاستمرارية في التنافس وتحسين الأداء، مما يجعل الشركة تتفوق على منافسيها، بالإضافة إلى ذلك، تُعزّز هذه البيئة الحماسية القدرة على التكيف والتعامل مع المخاطر والتحديات الخارجية، فعندما يكون لدى الموظفين المعرفة والمرونة والقدرة على استخدام أدوات وأساليب جديدة، يصبحون أكثر قدرة على التكيف مع التغيرات السريعة في السوق ومواجهة المخاطر بشكل فعال.

## استراتيجيات إدارة المواهب بشكل فعّال
لا بدّ من وجود استراتيجيّات مُختلفة لإدارة المواهب داخل الشّركة، وأهم هذه الاستراتيجيّات ما يلي:

### تقديم التّوجيه والتّدريب
عندما يحصلُ المُوظّفون على تغذيةٍ راجعةٍ بنّاءةٍ ومشجعةٍ بشكلٍ مُنتظمٍ، يُصبحون أكثر سعادةً وإنتاجيّةً في وظائفهم، لذا يجب العمل على تقديم ملاحظاتٍ بناءةٍ بشكلٍ متكررٍ مع التّقدير الدّائم لجهودهم المَبذولة، كما ينبغي التّركيز على تطوير ثقافة الثقة بين الموظّفين والمُديرين؛ حتّى يعلموا أنّه بإمكانهم اللّجوء إلى المُديرين للحصول على تغذيةٍ راجعةٍ وتشجيعٍ منهم.

### وضع توقعات واضحة
لن يكون بإمكان الموظّفين تحقيق أداءً جيّدًا، إلّا إذا فهموا ما تتوقّعه إدارة الشّركة منهم بوضوح، لذلك يجب وضع توقّعات واضحة من البداية، وتوضيح المهام الّتي يتوّجب القيام بها يوميًا، وكيف يندرج دورهم ويؤثّر في أهداف الشّركة على المدى الطويل، وهذا الأمر سيُسهم في عملية تحديد المُوظّفين ذوي الإمكانيات القويّة، وإمكانية الاستثمار في تطوير مهاراتهم ومواهبهم.

### تعيين مُتخصّصين واعيين وتطويرهم
تتعدد مزايا هذه الاستراتيجيّة، إذ إنّها تُسهم في تنمية الشركة بشكلٍ سريعٍ، وتجعلها أكثر استعدادًا للمخاطر والتّحديات؛ لأنّ المُوظّفين سيُقدّمون أداءً عاليًا، كما يُمكن للشّركة توفير المال والرّواتب؛ كونها تُوظّف عددًا من المُتخصّصين الواعدين بنفس المبلغ الذي يحصل عليه صاحب الأداء الأفضل.

### تشجيع ثقافة الأداء المتميز
تعتمد أفضل استراتيجيّات إدارة المواهب على ضبط عمليّات التعلم والتطوير، والتعويض والمكافآت، والتّرقيات الداخليّة بحيث يشعر الموظفون بالدّافع والإنتاجية وقدرتهم على الأداء على أعلى مستوى، وعندما تكون الأهداف متوافقة، يمكن لإدارة المواهب أن تساعد على جعل الموظفين في أفضل حالاتهم وتحسين نتائج الأعمال، وفي ثقافة الأداء المتميز، عندما يتلقى الموظفون مزيدًا من التغذية الراجعة التفصيلية والمتكررة بدلاً من أن يسمعوا عبارة "عمل جيد"، يمكنهم التطور مهنيًا وتحسين نتائج الأعمال.

## مسؤوليات مدير المواهب
تجهيز المواهب وإشراكها لتحقيق أقصى قدر من الإنتاجية وتعزيز النمو ليس مهمة فرديّة، فهناك العديد من مسؤوليّات أصحاب العمل التي يجب تنفيذها بشكل مُتميّز في إدارة المواهب، وتتضمن ما يلي:
- تخطيط القوى العاملة، تبدأ معظم استراتيجيات إدارة المواهب بتحديد المهارات التي ستكون مطلوبة لتحقيق أهداف العمل.

- التوظيف، يتضمن اكتساب المواهب تمثيل العلامة التّجارية لصاحب العمل بشكل فعّال، وتحديد أماكن وصول المُرشّحين المُناسبين، وإجراء الفحص المبدئي للمُتقدّمين وإجراء المقابلات مع المواهب الواعدة.

- دمج الموظفين الجدد، يُعدّ برنامج الدمج الهيكلي الذي يعرف الموظفين بثقافة مكان العمل ويساعدهم على الشعور بالانتماء والراحة مع فريق العمل والمؤسسة أمرًا ضروريًا للحفاظ عليهم.

- التدريب والتطوير، بالرغم من أنه كان من المفترض في السابق أن يتحمل الموظفون مسؤولية البحث عن فرص التعلم، إلا أن العديد من العاملين اليوم يتوقعون من أصحاب العمل توفير الأدوات والتوجيه والدعم اللّازم لهم لمساعدتهم في تقدم حياتهم المهنيّة.

- إدارة الأداء، تُساعد التقييمات والمُراجعات المُنتظمة مع قادة الفريق الموظفين على الاستفادة من نقاط قوتهم، مما يزيد من الالتزام ويُقلل من نسبة التحوّل، ويمكن من خلالها لأصحاب العمل تحقيق الأهداف الرئيسية.

## الفرق بين إدارة المواهب البشرية وإدارة الموارد البشرية
إنّ إدارة الموارد البشريّة هي مُمارسة إداريّة تُركّز على جذب المواهب، واستقطاب المُوظّفين الجُدد، ثمّ تحويلهم إلى أفراد مُتفوّقين في الشّركة، كما أنّ إدارة الموارد البشرية موجودة منذ سنواتٍ عديدةٍ، إلا أن إدارة المواهب البشريّة مفهوم أحدث يتبنى نهجًا شاملاً أكثر.
إدارة المواهب البشريّة تُغيّر التّركيز من "ماذا يمكنني الحصول عليه من المُوظّف؟" إلى "كيف يُمكنني إشراك الموظف والاحتفاظ به حتّى يستمر لفترةٍ طويلةٍ؟"، وتعتمد أدوات إدارة المواهب البشريّة على الأفراد المُتفوّقين، وتُعِدّهم لشغل مناصب القيادة الاستراتيجيّة، وبالتالي يتم وضع تركيز خاص على التّدريب والتّطوير الشّخصيّ والتّوجيه، وتكمن الاختلافات الرّئيسيّة بين إدارة المواهب وإدارة الموارد البشرية فيما يلي:
- تركز إدارة الموارد البشرية بشكل أكبر على الجوّانب الإداريّة، مثل الرّواتب وأيام الإجازة والفوائد والشكاوى، بينما تُركّز إدارة المواهب بشكل أساسي على مساعدة وتحسين المواهب الأعلى في الشركة، فهي تُركّز على التطوير المهني مقابل تتبّع الحضور.
- تُعدّ إدارة المواهب استراتيجية، ويتجلّى ذلك على شكل خطة عمل شاملة للشركة، ومُرتبطة بأهداف الأعمال العامة، بينما تكون إدارة الموارد البشرية أكثر تكتيكية، إذ تتعامل مع إدارة الناس يومًا بيوم.